# Mellantjärnen (Lits socken, Jämtland, 702235-148188)
Mellantjärnen är en sjö i Östersunds kommun i Jämtland och ingår i Indalsälvens huvudavrinningsområde. Sjön har en area på 0,239 kvadratkilometer och ligger 357,1 meter över havet.

## Delavrinningsområde
Mellantjärnen ingår i det delavrinningsområde (702568-147980) som SMHI kallar för Utloppet av Greningssjön. Medelhöjden är 348 meter över havet och ytan är 26,05 kvadratkilometer. Räknas de 5 avrinningsområdena uppströms in blir den ackumulerade arean 75,28 kvadratkilometer. Mörtån (Blekån) som avvattnar avrinningsområdet har biflödesordning 2, vilket innebär att vattnet flödar genom totalt 2 vattendrag innan det når havet efter 186 kilometer. Avrinningsområdet består mestadels av skog (55 procent) och sankmarker (18 procent). Avrinningsområdet har 4,75 kvadratkilometer vattenytor vilket ger det en sjöprocent på 18,2 procent.